# پالیانو
پالیانو (به ایتالیایی: Paliano) یک کومونه در ایتالیا است که در استان فروزینونه واقع شده‌است.

## خصوصیات
پالیانو ۷۰ کیلومترمربع مساحت و ۸٬۳۰۰ نفر جمعیت دارد و ۴۷۱ متر بالاتر از سطح دریا واقع شده‌است.